# Battistero di San Giovanni (Ascoli Piceno)
Il battistero di San Giovanni di Ascoli Piceno sorge su piazza Arringo collocato al lato sinistro del prospetto principale della cattedrale dedicata a sant'Emidio, patrono della città.
È un monumento semplice ed austero nelle forme di architettura sacra che ben rappresenta lo stile romanico ad Ascoli, annoverato tra i migliori esempi di arte religiosa italiana è inoltre presente nell'elenco dei monumenti nazionali italiani. (r.d. n.7033 del 20/07/1890).
La sua struttura si mostra solida e massiccia completamente realizzata da blocchi squadrati di travertino, alcuni riutilizzati e provenienti da altri edifici, altri si ritiene da un preesistente fabbricato. Alla base del lato est del monumento si nota la presenza di reperti di mura romane.

## Storia
L'inizio della sua costruzione è di difficile datazione, tuttavia si ipotizza, dai rinvenimenti archeologici del 1828, e dagli ulteriori scavi avvenuti nel decennio compreso tra il 1870 ed il 1880, che la parte interna dell'edificio sia stata un tempio pagano del foro ascolano dedicato forse ad Ercole.
L'utilizzo del tempio come battistero avveniva già nel V - VI secolo. Giambattista Carducci conferma il periodo del VI secolo tenendo conto della forma ottagonale adottata per l'interno che accomuna il battistero ascolano a quello di San Giovanni a Firenze, al battistero degli Ariani di Ravenna, al battistero lateranense di Roma costruito da Costantino.
Il primo restauro della struttura avvenne in tempi anteriori al IX secolo, poi nuovi interventi di risarcimento ebbero luogo intorno all'XI-XII secolo, come evidenziano i decori triangolari e le riquadrature dell'ingresso principale.

## Architettura
Il corpo di fabbrica si sviluppa da una base quadrata sormontata da un tiburio ottagonale, aperto da 4 monofore, sovrastato da una cupola circolare arricchita da una lanterna a base quadrata e cuspidata alla sommità, utile per dare luce all'interno.
I lati esterni del tiburio sono abbelliti da arcate trifore cieche a pieno sesto, nella porzione esposta ad est ci sono due bifore anch'esse cieche. La serie di questi archetti fu aggiunta nell'intervento di conservazione del XII secolo.
In origine il monumento aveva tre ingressi che simboleggiavano la Santissima Trinità e le tre Chiese: Militante, costituita dai battezzati, fedeli a Cristo ed al papa; Purgante, che comprende le anime del purgatorio che si preparavano a raggiungere il cielo e Trionfante rappresentata da santi, angeli ed anime che beneficiano della salvezza.
L'accesso aperto ad est è stato rimurato secoli or sono.
Attualmente si può entrare all'interno del battistero attraverso due porte. Un ingresso si apre su piazza Arringo, è incorniciato da stipiti a riquadrature rettangolari e guarnito, al di sopra dell'architrave, da tre triangoli, i più piccoli laterali posti in corrispondenza delle riquadrature, ed il maggiore centrale solcato da una fenditura orizzontale.
L'altro ingresso fronteggia la parete del duomo che ospita la porta della Musa e si mostra con un paramento di pietre lavorate in diversi periodi, stipiti di gusto romano ed architrave a bassorilievo che reca una treccia di corde annodate, decorazione molto diffusa nell'anno 1000.
L'aula interna ha una pianta ottagonale irregolare, tipicamente romana, con nicchie in corrispondenza degli angoli della base quadrata esterna. I lati interni dell'ottagono misurano ognuno 5,5 metri, la larghezza dell'aula è di metri 9,14 per un lato e di metri 9 per l'altro.
All'interno del monumento è possibile osservare, al centro della pavimentazione, in corrispondenza della verticale dell'oculo della cupola, la vasca circolare o piscina, datata tra il V secolo ed il VI secolo, riscoperta nel 1839, ed usata, secondo il rito cristiano, per il battesimo ad immersione. Questa unica vasca era utilizzata sia per battezzare gli uomini che le donne assistiti rispettivamente da diaconi e diaconesse. Sul lato destro un fonte battesimale, del XIV secolo - XV secolo, posto su di una colonna tortile.
Sull'altare la pala, olio su tela, Battesimo di Cristo, del XVI secolo, attribuita a Venceslao Corrigioli di Reggio, che attualmente è custodita in deposito.

## Lettura simbolica
Lo storico Mario Sabatucci ha attribuito una lettura simbolica alle forme del battistero ascolano leggendolo secondo affinità alla dottrina cristiana.
Il quadrato rappresenta, secondo questa interpretazione, la terra ed i suoi 4 elementi: aria, terra, fuoco ed acqua, i quattro punti cardinali, le quattro stagioni e le quattro età della vita umana.
La porzione superiore del tiburio, a perimetro ottagonale, richiama alla mente il battesimo descritto da san Pietro nella sua prima lettera (3,20-21) « quando ai giorni di Noè, la pazienza di Dio stava aspettando che fosse fabbricata l'arca, ove pochi, cioè otto anime, si salvarono sopra l'acqua. Alla qual figura corrisponde ora il battesimo che vi salva…»
La cupola a pianta circolare, come il cerchio e la sfera, rappresenta l'eternità quindi il paradiso dei credenti, il macrocosmo. La parte inferiore, a pianta quadrata, rappresenta il mondo terreno. L'ottagono era legato all'idea di eternità e costituisce la struttura di molti battisteri medievali.

## Galleria d'immagini

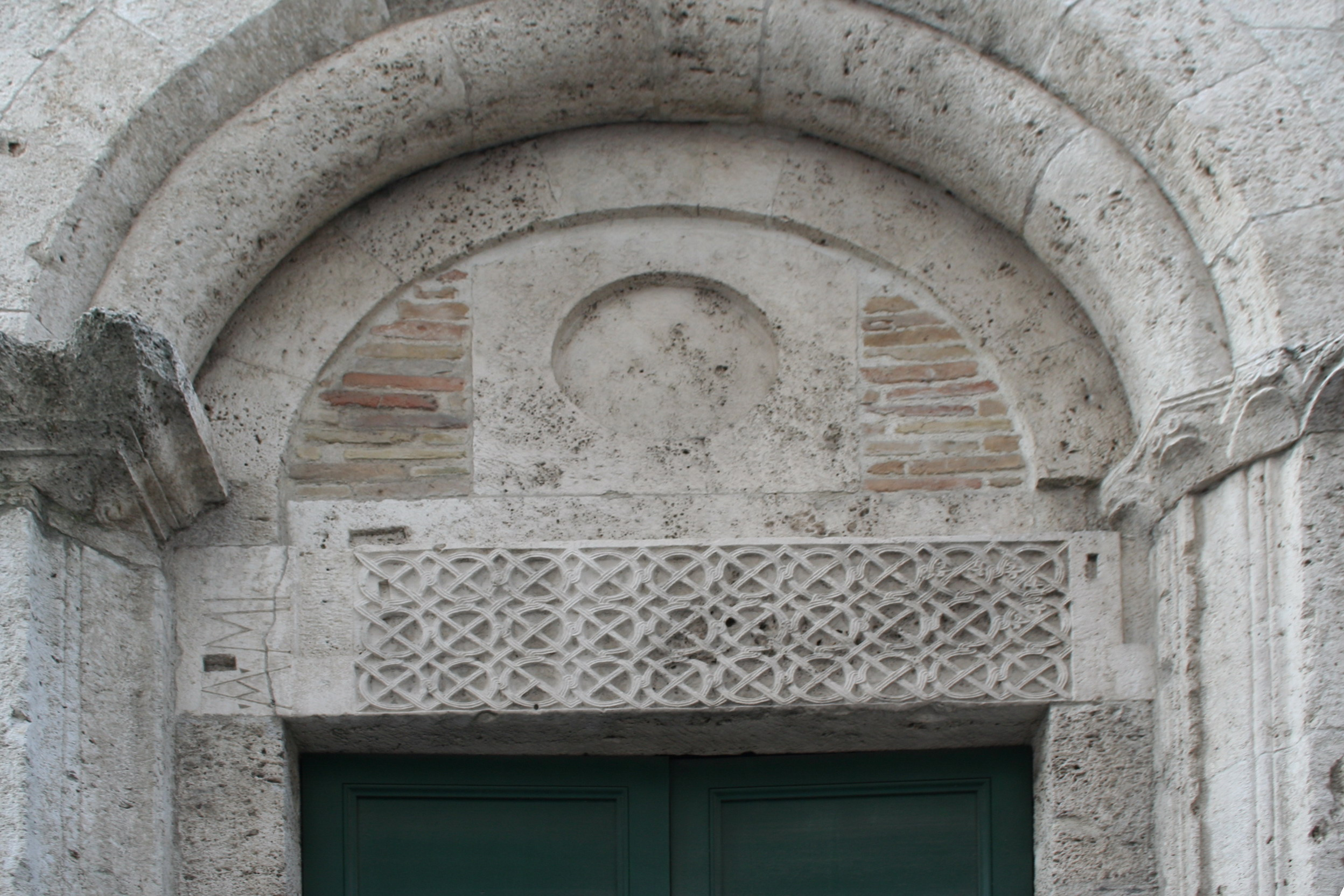
Architrave con bassorilievo a treccia di corde annodate
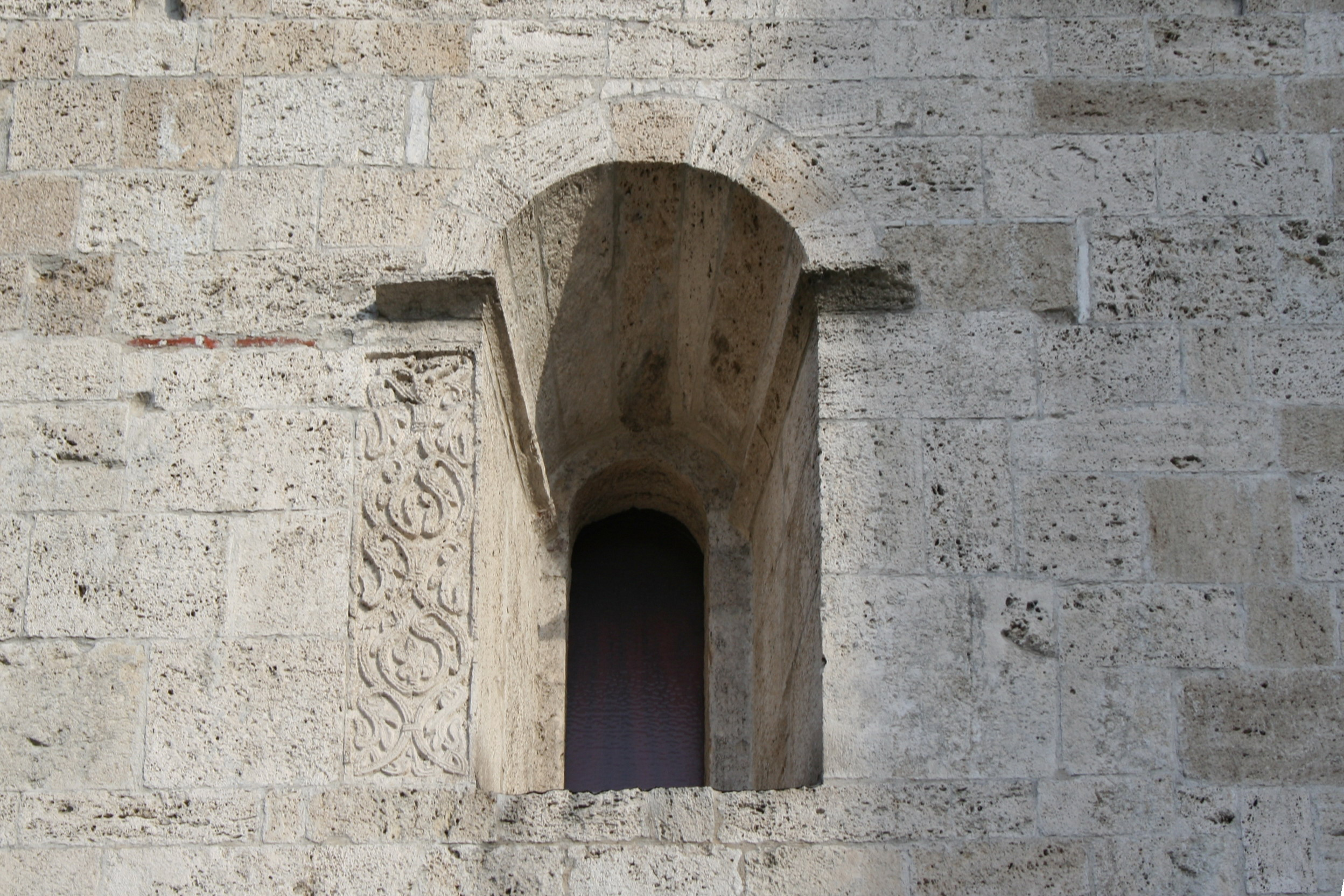
Monofora sopra l'ingresso di piazza Arringo